# Dina Pouryounes Langeroudi
Dina Pouryounes Langeroudi (en persan : دینا پوریونس لنگرودی), née le 1er janvier 1992 en Iran, est une taekwondoïste iranienne réfugiée aux Pays-Bas.

## Biographie
Elle est médaillée de bronze dans la catégorie des moins de 46 kg aux Championnats d'Asie de taekwondo 2012 (en) à Hô Chi Minh-Ville.
En 2015, elle fuit son pays pour s'installer aux Pays-Bas.
Elle est médaillée d'argent dans la catégorie des moins de 46 kg aux Championnats d'Europe de taekwondo 2018 à Kazan sous les couleurs néerlandaises.
Elle fait partie de l'équipe olympique des réfugiés aux Jeux olympiques d'été de 2020 annoncée par le Comité international olympique le 8 juin 2021.